# The Satanist
The Satanist – dziesiąty album studyjny polskiego zespołu black-deathmetalowego Behemoth. Wydawnictwo ukazało się 3 lutego 2014 roku w Wielkiej Brytanii, 4 lutego w Polsce i Ameryce Północnej, 5 lutego w Japonii i 7 lutego w Europie i reszcie świata. Materiał trafił do sprzedaży nakładem wytwórni muzycznych Mystic Production, Nuclear Blast, Metal Blade Records, Victor Entertainment i EVP Recordings. Premierę płyty poprzedził wydany 4 grudnia 2013 roku minialbum zatytułowany Blow Your Trumpets Gabriel. Równolegle w formie digital download do sprzedaży trafił singel do utworu tytułowego.
W ramach promocji płyty został zrealizowany teledysk do utworu „Blow Your Trumpets Gabriel”, który wyprodukowała Grupa 13. Premiera obrazu odbyła się 3 grudnia 2013 roku na oficjalnym kanale YouTube zespołu. 7 stycznia 2014 roku formacja opublikowała, także na YouTube pierwszy wideo prolog zwiastujący wydawnictwo. Kolejno, druga część została opublikowana 14 stycznia, trzecia 21 stycznia, czwarta i ostatnia część ukazała się 29 stycznia. Wcześniej, 28 stycznia, także 2014 roku został opublikowany tzw. „lyric video” do utworu „Ora Pro Nobis Lucifer”. 

## Realizacja nagrań
Przygotowania i proces komponowania utworów na dziesiąty album studyjny zespołu rozpoczął się we wrześniu 2012 roku. Materiał demo został zarejestrowany Sounds Great Promotion Studio w Gdyni we współpracy z Kubą Mańkowskim. Natomiast przedprodukcja odbyła się w RG Studio w Gdańsku. Pod koniec roku na podstawie fotografii opublikowanej na oficjalnym profilu Adama „Nergala” Darskiego w serwisie społecznościowym Facebook media obiegła informacja jakoby zespół miał nagrać album z Rossem Robinsonem, amerykańskim producentem muzycznym znanym przede wszystkim ze współpracy z formacją Korn. Ostatecznie do współpracy nie doszło ze względu na różnice, w tym na tle artystycznym, co Darski wyjaśnił później na łamach branżowego magazynu muzycznego Teraz Rock: „Spotkaliśmy się z Rossem w Warszawie, ale nasze wizje się dość mocno różniły. On na przykład nie chciał, żebyśmy grali do metronomu, ale ja nie uważam, żebyśmy byli zespołem, który może grać bez metronomu! Jesteśmy tego rodzaju tworem, że musimy grać do „klika”, żeby wszystko się zgadzało na płytach i na koncertach, zwłaszcza że mamy różne sample i orkiestracje, które muszą być zsynchronizowane z resztą muzyki”.
Sesja nagraniowa The Satanist rozpoczęła się w lutym 2013 roku. Partie perkusji, gitar oraz wokale zostały nagrane w białostockim Hertz Studio we współpracy braćmi Wojciechem i Sławomirem Wiesławskimi, którzy byli także koproducentami płyty. W trakcie prac nad wydawnictwem Behemoth pracował ponadto ze Szwedem Danielem Bergstrandem, który brał udział w realizacji trzech poprzednich albumów studyjnych zespołu. Inżynier był odpowiedzialny za produkcję instrumentów perkusyjnych. W realizacji śladów tegoż instrumentu uczestniczył także, technik Urban Näsvall mający w dorobku współpracę m.in. z Eltonem Johnem. Na potrzeby sesji nagraniowej zespół wypożyczył zestaw perkusyjny firmy Yamaha. Gitara basowa została nagrana z zastosowaniem wzmacniaczy Markbass i gitar ESP. Partie gitar elektrycznych również zostały nagrane na pozostających na wyposażeniu zespołu instrumentach ESP. Wśród dodatkowego instrumentarium znalazły się organy Hammonda, na których zagrał znany z występów w kwartecie Riverside instrumentalista - Michał Łapaj. Ponadto partie sampli na potrzeby płyty przygotował Krzysztof „Siegmar” Oloś klawiszowiec zespołu Vesania. Dodatkowe wokale nagrał także związany z Sounds Great Promotion Studio Jan Galbas, członek formacji Octopussy.
Równolegle prace nad płytą trwały w obiekcie Polskiego Radia - RG Studio w Gdańsku, gdzie zostały zarejestrowane partie smyczków oraz sekcja dęta. Autorem orkiestracji był Artur Jurek, pianista, członek grupy Sanacja. W sesji uczestniczyli muzycy zespołu Hevelius Brass Paweł Hulisz (trąbka, skrzydłówka), Michał Szczerba (waltornia) i Bogdan Kwiatek (puzon), a także Łukasz Łacny (waltornia) współpracownik Sinfonia Iuventus oraz związny z Teatrem Muzycznym im. Danuty Baduszkowej w Gdyni Michał Mieczkowski (puzon). Dodatkowo na saksofonie zagrał członek Durys Band Marcin Janek. Natomiast partie smyczków nagrały wiolonczelistki Polskiej Filharmonii Kameralnej Sopot - Grażyna Michalec, Magda Miotke-Bajerska i Alicja Leoniuk-Kit. Po ukończonym w czerwcu procesie rejestracji instrumentów zespół powierzył materiał, angielskiemu inżynierowi Colinowi Richardsonowi, który w londyńskich Miloco Studios rozpoczął miksowanie. Ostatecznie po pięciu tygodniach prac Richardson zrezygnował ze współpracy z zespołem. W efekcie zaplanowana na koniec 2013 roku premiera wydawnictwa uległa opóźnieniu. Ostatecznie miksowanie, w Hydeaway Studios w Los Angeles wykonał Matt Hyde, amerykański producent i inżynier znany ze współpracy z takimi wykonawcami jak: Slayer, No Doubt, czy Sum 41. Kolejno, mastering w nowojorskim studio Sterling Sound wykonał Ted Jensen, który współpracował z grupą poprzednio nad wydanym w 2009 roku albumem Evangelion.
Wszystkie utwory na płytę skomponował lider zespołu Adam „Nergal” Darski, który napisał również wszystkie teksty. Wyjątek stanowią utwory „Messe Noire”, „Ora Pro Nobis Lucifer” i „O Father O Satan O Sun!”, które powstały we współpracy z Krzysztofem Azarewiczem, autorem tekstów, który współpracuje z zespołem od 1999 roku. Ponadto, w utworze „In the Absence ov Light” został wykorzystany cytat z dramatu Witolda Gombrowicza Ślub, tj.: „Odrzucam wszelki ład, wszelką ideę/ Nie ufam żadnej abstrakcji, doktrynie/ Nie wierzę ani w Boga, ani w Rozum!/ Dość już tych Bogów! Dajcie mi człowieka!/ Niech będzie, jak ja, mętny, niedojrzały/ Nieukończony, ciemny i niejasny/ Abym z nim tańczył! Bawił się z nim! Z nim walczył/ Przed nim udawał! Do niego się wdzięczył!/ I jego gwałcił, w nim się kochał, na nim/ Stwarzał się wciąż na nowo, nim rósł i tak rosnąc/ Sam sobie dawał ślub w kościele ludzkim!”.

## Lista utworów
Opracowano na podstawie materiału źródłowego.
| Nr | Tytuł utworu                 | Słowa                            | Muzyka      | Długość |
| -- | ---------------------------- | -------------------------------- | ----------- | ------- |
| 1. | „Blow Your Trumpets Gabriel” | Adam Darski                      | Adam Darski | 4:25    |
| 2. | „Furor Divinus”              | Adam Darski                      | Adam Darski | 3:06    |
| 3. | „Messe Noire”                | Adam Darski, Krzysztof Azarewicz | Adam Darski | 4:04    |
| 4. | „Ora Pro Nobis Lucifer”      | Adam Darski, Krzysztof Azarewicz | Adam Darski | 5:35    |
| 5. | „Amen”                       | Adam Darski                      | Adam Darski | 3:49    |
| 6. | „The Satanist”               | Adam Darski                      | Adam Darski | 5:33    |
| 7. | „Ben Sahar”                  | Adam Darski                      | Adam Darski | 5:34    |
| 8. | „In the Absence ov Light”    | Adam Darski                      | Adam Darski | 4:58    |
| 9. | „O Father O Satan O Sun!”    | Adam Darski, Krzysztof Azarewicz | Adam Darski | 7:13    |
|    |                              |                                  |             | 44:17   |

| Utwór dodatkowy - edycja australijska | Utwór dodatkowy - edycja australijska | Utwór dodatkowy - edycja australijska | Utwór dodatkowy - edycja australijska | Utwór dodatkowy - edycja australijska |
| Nr                                    | Tytuł utworu                          | Słowa                                 | Muzyka                                | Długość                               |
| ------------------------------------- | ------------------------------------- | ------------------------------------- | ------------------------------------- | ------------------------------------- |
| 1.                                    | „Ludzie wschodu (cover Siekiery)”     | Tomasz Adamski                        | Tomasz Adamski                        | 04:11                                 |

| Utwory dodatkowe - edycja japońska | Utwory dodatkowe - edycja japońska | Utwory dodatkowe - edycja japońska | Utwory dodatkowe - edycja japońska | Utwory dodatkowe - edycja japońska |
| Nr                                 | Tytuł utworu                       | Słowa                              | Muzyka                             | Długość                            |
| ---------------------------------- | ---------------------------------- | ---------------------------------- | ---------------------------------- | ---------------------------------- |
| 1.                                 | „Ludzie wschodu (cover Siekiery)”  | Tomasz Adamski                     | Tomasz Adamski                     | 04:11                              |
| 2.                                 | „Chant for Ezkaton 2000 E.V.”      | Krzysztof Azarewicz                | Adam Darski                        | 05:10                              |
| 3.                                 | „Qadosh”                           | Krzysztof Azarewicz                | Adam Darski                        | 05:00                              |

| DVD (Live Barbarossa - Behemoth 09.26.2012, Ekaterinburg, Russia) | DVD (Live Barbarossa - Behemoth 09.26.2012, Ekaterinburg, Russia) | DVD (Live Barbarossa - Behemoth 09.26.2012, Ekaterinburg, Russia) | DVD (Live Barbarossa - Behemoth 09.26.2012, Ekaterinburg, Russia) | DVD (Live Barbarossa - Behemoth 09.26.2012, Ekaterinburg, Russia) |
| Nr                                                                | Tytuł utworu                                                      | Słowa                                                             | Muzyka                                                            | Długość                                                           |
| ----------------------------------------------------------------- | ----------------------------------------------------------------- | ----------------------------------------------------------------- | ----------------------------------------------------------------- | ----------------------------------------------------------------- |
| 1.                                                                | „Intro”                                                           | utwór instrumentalny                                              | Adam Darski                                                       | 2:44                                                              |
| 2.                                                                | „Ov Fire and the Void”                                            | Adam Darski                                                       | Adam Darski                                                       | 4:38                                                              |
| 3.                                                                | „Demigod”                                                         | Adam Darski                                                       | Adam Darski                                                       | 4:11                                                              |
| 4.                                                                | „Moonspell Rites”                                                 | Adam Darski                                                       | Adam Darski                                                       | 7:20                                                              |
| 5.                                                                | „Conquer All”                                                     | Adam Darski                                                       | Adam Darski                                                       | 4:09                                                              |
| 6.                                                                | „Christians to the Lions”                                         | Adam Darski                                                       | Adam Darski                                                       | 5:05                                                              |
| 7.                                                                | „The Seed ov I”                                                   | Adam Darski, Krzysztof Azarewicz                                  | Adam Darski                                                       | 5:40                                                              |
| 8.                                                                | „Alas, Lord is Upon Me”                                           | Adam Darski                                                       | Adam Darski                                                       | 3:59                                                              |
| 9.                                                                | „Decade ov Therion”                                               | Krzysztof Azarewicz                                               | Adam Darski                                                       | 3:46                                                              |
| 10.                                                               | „At the Left Hand ov God”                                         | Adam Darski, Krzysztof Azarewicz                                  | Adam Darski                                                       | 5:11                                                              |
| 11.                                                               | „Slaves Shall Serve”                                              | Krzysztof Azarewicz                                               | Adam Darski                                                       | 3:37                                                              |
| 12.                                                               | „Chant for Ezkaton 2000 E.V.”                                     | Krzysztof Azarewicz                                               | Adam Darski                                                       | 6:50                                                              |
| 13.                                                               | „23 (The Youth Manifesto)”                                        | Adam Darski                                                       | Adam Darski                                                       | 4:33                                                              |
| 14.                                                               | „Lucifer”                                                         | Tadeusz Miciński                                                  | Adam Darski                                                       | 9:34                                                              |
| 15.                                                               | „The Satanist: Oblivion (film dokumentalny)”                      |                                                                   |                                                                   | 25:04                                                             |
|                                                                   |                                                                   |                                                                   |                                                                   | 1:36:21                                                           |

## Twórcy
Opracowano na podstawie materiału źródłowego.
| Zespół Behemoth w składzie - Adam „Nergal” Darski – wokal prowadzący, gitara rytmiczna, gitara prowadząca - Tomasz „Orion” Wróblewski – gitara basowa - Zbigniew „Inferno” Promiński – perkusja, instrumenty perkusyjne oraz - Patryk „Seth” Sztyber – gitara rytmiczna, gitara prowadząca Dodatkowi muzycy - Krzysztof „Siegmar” Oloś – sample - Michał Łapaj – organy Hammonda - Jan Galbas – wokal wspierający - Grażyna Michalec – wiolonczela - Magda Miotke-Bajerska – wiolonczela - Alicja Leoniuk-Kit – wiolonczela - Pawel Hulisz – trąbka, skrzydłówka - Michał Szczerba – waltornia - Bogdan Kwiatek – puzon - Łukasz Łacny – waltornia - Michał Mieczkowski – puzon - Marcin Janek – saksofon |  | Produkcja - Denis „Forkas” Kostromitin (Денис „Форкас” Костромитин) – okładka, oprawa graficzna - Metastazis (Jean-Emmanuel „Valnoir” Simoulin) – oprawa graficzna - Zbigniew Bielak – oprawa graficzna - Krzysztof Azarewicz – słowa - Sharon E. Wennekers – konsultacje gramatyczne - Daniel Bergstrand – produkcja muzyczna - Urban Näsvall – obsługa techniczna - Matt Hyde – miksowanie - Ted Jensen – mastering - Wojciech i Sławomir Wiesławscy – inżynieria dźwięku, produkcja muzyczna - Artur Jurek – orkiestracje DVD - Tele-Club – produkcja (koncert) - Arkadiusz „Malta” Malczewski – miksowanie i mastering audio - Aga Krysiuk – zdjęcia - Iwo Ledwozyw – zdjęcia - Grupa 13 – produkcja (film dokumentalny) - Michał „Xaay” Loranc – menu DVD - Marcin Brach – authoring DVD |

## Pozycje na listach
| Lista                        | Kraj              | Pozycja |
| ---------------------------- | ----------------- | ------- |
| OLiS                         | Polska            | 1.      |
| Ultratop                     | Belgia (Flandria) | 88.     |
| Ultratop                     | Belgia (Walonia)  | 74.     |
| ČNS IFPI                     | Czechy            | 14.     |
| Media Control Charts         | Niemcy            | 11.     |
| SNEP                         | Francja           | 100.    |
| Schweizer Hitparade          | Szwajcaria        | 33.     |
| UK Albums Chart              | Wielka Brytania   | 57.     |
| Oricon                       | Japonia           | 86.     |
| Sverigetopplistan            | Szwecja           | 45.     |
| Ö3 Austria Top 40            | Austria           | 24.     |
| Tracklisten                  | Dania             | 34.     |
| Suomen virallinen lista      | Finlandia         | 7.      |
| MegaCharts                   | Holandia          | 70.     |
| Billboard 200                | Stany Zjednoczone | 34.     |
| Billboard Independent Albums | Stany Zjednoczone | 6.      |
| Top Rock Albums              | Stany Zjednoczone | 9.      |
| Top Hard Rock Albums         | Stany Zjednoczone | 4.      |
| Top Tastemaker Albums        | Stany Zjednoczone | 3.      |
| Top 200 Current Albums       | Kanada            | 46.     |
| Current Digital Albums       | Kanada            | 36.     |
| Hard Music Chart             | Kanada            | 5.      |

## Wydania
| Rok  | Nr katalogowy          | Format                                | Wydawca             | Region           | Źródło |
| ---- | ---------------------- | ------------------------------------- | ------------------- | ---------------- | ------ |
| 2014 | 27361 31042            | CD, Album                             | Nuclear Blast       | Europa           | [ 45 ] |
| 2014 | 27361 31041, NB 3104-1 | 2xLP, Album                           | Nuclear Blast       | Europa           | [ 45 ] |
| 2014 | 27361 31041, NB 3104-1 | 2xLP, Album, Ltd, Bei                 | Nuclear Blast       | Europa           | [ 45 ] |
| 2014 | 27361 31041, NB 3104-1 | 2xLP, Album, Ltd, Cle                 | Nuclear Blast       | Europa           | [ 45 ] |
| 2014 | 27361 31041, NB 3104-1 | 2xLP, Album, Ltd, Gol                 | Nuclear Blast       | Europa           | [ 45 ] |
| 2014 | 27361 31041, NB 3104-1 | 2xLP, Album, Ltd, Ink                 | Nuclear Blast       | Europa           | [ 45 ] |
| 2014 | 27361 31041, NB 3104-1 | 2xLP, Album, Ltd, Num, For            | Nuclear Blast       | Europa           | [ 45 ] |
| 2014 | 27361 31041, NB 3104-1 | 2xLP, Album, Ltd, Num, Gol            | Nuclear Blast       | Europa           | [ 45 ] |
| 2014 | 27361 31041, NB 3104-1 | 2xLP, Album, Ltd, Num, Red            | Nuclear Blast       | Europa           | [ 45 ] |
| 2014 | 27361 31041, NB 3104-1 | 2xLP, Album, Ltd, Num, Sil            | Nuclear Blast       | Europa           | [ 45 ] |
| 2014 | 221329                 | Box, Ltd + CD, Album + DVD, PAL + Med | Nuclear Blast       | Europa           | [ 45 ] |
| 2014 | 27361 31040, NB 3104-0 | CD, Album + DVD-V + Ltd, Med          | Nuclear Blast       | Europa           | [ 45 ] |
| 2014 | 3984-15213-1           | 2xLP, Album, Whi                      | Metal Blade Records | Ameryka Północna | [ 45 ] |
| 2014 | 3984-15213-2           | CD, Album + DVD + Med                 | Metal Blade Records | Ameryka Północna | [ 45 ] |
| 2014 | VIZP-123               | CD, Album + DVD-V, NTSC, Reg          | Victor              | Japonia          | [ 45 ] |
| 2014 | MYSTCD 252             | CD, Album, eco                        | Mystic Production   | Polska           | [ 45 ] |